# 8 Days of Christmas
8 Days of Christmas é o quarto álbum de estúdio, e o único com temática natalina, do girl group americano Destiny's Child, lançado em 30 de outubro de 2001 pela Columbia Records. O álbum estreou no número 75 na parada musical Billboard 200, vendendo mais de 23 mil cópias na semana do seu lançamento, saltando para 34 semanas depois. Foi certificado como ouro pela Recording Industry Association of America (RIAA), por vender mais de 500 mil cópias nos Estados Unidos. Em 2004, uma nova edição do álbum foi lançada, contendo músicas inéditas.

## Faixas
| 8 Days of Christmas |                                                      | |                                                                                         |         |  |
| N.º                 | Título                                               | Compositor(es) | Produtor(es)                                                                            | Duração |  |
| 1.                  | "8 Days of Christmas"                                | Beyoncé Knowles Errol "Poppi" McCalla Jr.                                                                                              | B. Knowles Mathew Knowles McCalla Jr.                                                   | 3:31    |  |
| 2.                  | "Winter Paradise[a]"                                 | B. Knowles Falonte Moore Rob Fusari | B. Knowles Moore Fusari                                                                 | 3:36    |  |
| 3.                  | "A 'DC' Christmas Medley[a]"                         | Johnny Marks Steve Nelson Traditional Jack Rollins J. Fred Coots Haven Gillespie Gene Autry Oakley Haldeman [ 3 ] James Pierpont [ 4 ] | B. Knowles Falonte Moore Rob Fusari                                                     | 3:59    |  |
| 4.                  | "Silent Night" (solo de Beyoncé)                     | Franz Gruber Joseph Mohr | B. Knowles                                                                              | 3:41    |  |
| 5.                  | "Little Drummer Boy[a]" (solo de Solange)            | Katherine Davis Harry Simeone Henry Onorati                                                                                            | B. Knowles Alonzo Jackson                                                               | 3:36    |  |
| 6.                  | "Do You Hear What I Hear[c]" (solo de Kelly Rowland) | Noël Regney Gloria Shayne [ 3 ] | Alan Floyd Wirlie Morris                                                                | 3:47    |  |
| 7.                  | "White Christmas[a]"                                 | Irving Berlin | B. Knowles Damon Elliott                                                                | 1:42    |  |
| 8.                  | "Platinum Bells[a]"                                  | Ray Evans Jay Livingston | B. Knowles Damon Elliott                                                                | 1:26    |  |
| 9.                  | "O' Holy Night[b]" (solo de Michelle Williams)       | Adolphe Adam | Erron Williams                                                                          | 4:24    |  |
| 10.                 | "Spread a Little Love on Christmas Day[a]"           | Focus... B. Knowles | B. Knowles Focus... Ric Wake Jennifer Patierno (coordenador) Marc Russell (coordenador) | 3:41    |  |
| 11.                 | "This Christmas[a]"                                  | Donny Hathaway Nadine McKinnor | B. Knowles Rob Fusari Bill Lee (Co.) Calvin Gaines (Co.)                                | 3:38    |  |
| 12.                 | "Opera of the Bells[a]"                              | Mykola Leontovych Peter J. Wilhousky; A Cappella [ 5 ]                                                                                 | B. Knowles                                                                              | 4:34    |  |

| Edição Internacional COL 504170 2 |                                                                  |         |  |
| N.º                               | Título                                                           | Duração |  |
| 13.                               | "The Proud Family" (Solange com participação do Destiny's Child) | 2:17    |  |

| Reedição de 2004 |                                                                  |                                                                          |         |  |
| N.º              | Título                                                           | Compositor(es)                                                           | Duração |  |
| 13.              | "Home for the Holidays"                                          | B. Knowles S. Knowles Eddie Smith III Jesse J. Rankins Jonathan D. Wells | 3:10    |  |
| 14.              | ""                                                               | Marks                                                                    | 2:31    |  |
| 15.              | "The Proud Family" (Solange com participação do Destiny's Child) | Farquhar                                                                 | 2:17    |  |
| 16.              | "Emotion (com cordas)"                                           | Barry Gibb Robin Gibb                                                    | 4:22    |  |

| DVD extra da edição DualDisc |                                                          |                |         |  |
| N.º                          | Título                                                   | Compositor(es) | Duração |  |
| 1.                           | "8 Days of Christmas" (videoclipe)                       |                |         |  |
| 2.                           | "Rudolph the Red-Nosed Reindeer" (videoclipe)            |                |         |  |
| 3.                           | "8 Days of Christmas" (ao vivo)                          |                |         |  |
| 4.                           | "Visita de férias no dormitório na Casa Ronald McDonald" |                |         |  |
| 5.                           | "Em breve: trailer do DVD ao vivo"                       |                |         |  |
| 6.                           | "Todas as 12 músicas em estéreo PCM aprimorado"          |                |         |  |

Notes
- ↑[a]  – Arranjos vocais de Beyoncé.
- ↑[b]  – Musical & Vocal[6] arranjos de Michelle Williams, Erron Williams e Kim Burse.
- ↑[c]  – Arranjos vocais de Kelly Rowland e Kim Burse.

## Desempenho nas tabelas musicais
| Críticas profissionais        | Críticas profissionais |
| Avaliações da crítica         | Avaliações da crítica  |
| Fonte                         | Avaliação              |
| ----------------------------- | ---------------------- |
| AllMusic                      | [ 7 ]                  |
| Entertainment Weekly          | B+                     |
| People                        | misto                  |
| Rolling Stone                 | desfavorável           |
| The Rolling Stone Album Guide | [ 11 ]                 |
| Slant Magazine                | [ 12 ]                 |

### Paradas semanais
| Chart (2001–02)                                        | Maior posição |
| ------------------------------------------------------ | ------------- |
| Alemanha (Offizielle Deutsche Charts)                  | 80            |
| Austrália (ARIA)                                       | 65            |
| Austrália (ARIA Urban Albums)                          | 10            |
| Áustria (Ö3 Austria Top 40)                            | 60            |
| Estados Unidos (Billboard 200)                         | 34            |
| Estados Unidos (Billboard 200)                         | 34            |
| Estados Unidos (Billboard Top R&B/Hip-Hop Albums)      | 27            |
| Europa (Billboard)                                     | 3             |
| França (Syndicat National de l'Édition Phonographique) | 134           |
| Japão (Oricon)                                         | 20            |
| Países Baixos (Album Top 100)                          | 24            |
| Reino Unido (OCC)                                      | 117           |
| Reino Unido (UK R&B Albums Chart)                      | 19            |

## Vendas e certificações
| Região                                         | Certificação | Vendas   |
| ---------------------------------------------- | ------------ | -------- |
| Canadá (Music Canada)                          | Ouro         | 50,000^  |
| Estados Unidos (RIAA)                          | Ouro         | 500,000^ |
| ^distribuições baseadas apenas na certificação |              |          |

## Histórico de lançamento
| País      | Data                   | Formato  |
| --------- | ---------------------- | -------- |
| EUA       | 30 de outubro de 2001  | CD       |
| Austrália | 11 de novembro de 2001 | CD       |
| Europa    | 12 de novembro de 2001 | CD       |
| EUA       | 18 de outubro de 2005  | DualDisc |